# Édouard Falony
Édouard Falony, né à Charleroi le 2 février 1861 et mort en cette ville le 25 juillet 1939, est un ouvrier mineur, syndicaliste, mutualiste et homme politique socialiste belge

## Biographie
Ayant perdu sa mère à cinq ans et son père à sept ans, il est élevé par son frère. Le 28 novembre 1885, il épouse Zélie Adam qui lui donne plusieurs enfants.
Il est contraint de travailler dès sept ans et demi comme gamin de « stracoût » en verrerie. À 10 ans et demi, il descend dans la mine au Cayat Bayemont à Marchienne-Docherie. Son métier de mineur ne l'empêche pas de suivre les cours du soir pendant son adolescence. En 1884, il suit les cours de l'école industrielle et de l'école d'adulte.

### Vie professionnelle

#### Syndicaliste et mutualiste
En 1885, il fonde l'Union des mineurs. Il deviendra secrétaire puis président de l'Union (ou fédération) des mineurs de Charleroi. Parallèlement, il rejoint Les Chevaliers du travail organisation de défense des travailleurs d'origine américaine et parfois concurrente du Parti ouvrier belge. En mai 1904, se réalise la fusion de la Fédération des mineurs de Charleroi (qui dépend du POB) et des Chevaliers du Travail. La nouvelle organisation s'appellera désormais « Chevalerie du Travail, fédération des mineurs du bassin de Charleroi ».
À côté de ses activités syndicales, il est avec Émile Tumelaire un des pionniers du mouvement mutualiste dans la région de Charleroi. En octobre 1887, ils créent la Société de Secours mutuels « L'Espérance » qui sera l'embryon de la Fédération des Sociétés de Secours mutuels neutres du Bassin de Charleroi qui groupera des dizaines de milliers d'adhérents. Le 29 août 1920, il est nommé président de la Société de Secours mutuels L'Espérance de Charleroi.

#### Homme politique
Il est élu conseiller communal lors du suffrage du 17 novembre 1895 où les socialistes présentent pour la première fois leur propre liste de candidats. Il est réélu à ce poste jusqu'en 1932.
C'est également lors du scrutin du 17 novembre 1895 qu'il est élu conseiller du canton de Charleroi à la province de Hainaut. Il démissionne de ce mandat en décembre 1919 en raison de son élection comme député à la Chambre des représentants.
De 1912 à 1921, il est nommé échevin de l'État civil et est ensuite échevin des Travaux de 1921 à 1926,.
Il est apprécié pour son dévouement, particulièrement pendant la Première Guerre mondiale lors l'arrivée des Allemands le 22 août 1914. L'envahisseur allemand exige le paiement immédiat d'une contribution financière importante et la livraison de vivres et bien matériels considérables sous peine de réduire Charleroi en cendres. Édouard Falony parviendra à satisfaire aux réquisitions ordonnées par des Allemands grâce aux communes environnantes de Charleroi. Au cours de la Première Guerre mondiale, il est président du Comité de secours de Charleroi chargé de venir en aide aux familles françaises réfugiées ou déportées des régions du nord de la France par les Allemands. En remerciement, il obtiendra la Légion d'honneur dans l'immédiat après-guerre.
Il est élu député à la Chambre des représentants sur la liste du Parti ouvrier belge (POB) le 9 décembre 1919, mandat qu'il exerce jusqu'en 1932.
Il se retire de la vie politique en 1932.

## Distinctions
- Officier de l'ordre de Léopold (Belgique)[13].
- Chevalier de l'ordre de Léopold II en 1939 (Belgique).
- Médaille civique de 1re classe en 1930 (Belgique).
- Croix de mutualité de première classe en 1920 (Belgique)[14].
- Chevalier de la Légion d'honneur en 1919 (France)[7].

## Postérité
- La rue où il est né, initialement appelée « rue Terre des Pauvres », a été rebaptisée « rue Édouard Falony » le 23 mars 1922[7].